# Malaltia de Lyme
La malaltia de Lyme, també coneguda com a borreliosi, és una malaltia infecciosa que es transmet a través de les paparres, i és causada pel bacteri Borrelia burgdorferi.
El criteri diagnòstic del CDC exclou molts casos de Lyme i s'ha demostrat en molts estudis que les proves serològiques donen molts falsos negatius de diagnòstic, a causa de no haver-hi millors proves. Lyme és coneguda com la nova gran imitadora, ja que pot presentar els símptomes d'altres malalties, com síndrome de fatiga crònica, fibromiàlgia, esclerosi múltiple, ELA, lupus, etc.
Hi ha prou proves que indiquen que la infecció activa per B. burgdorferi és la causa de la persistència dels símptomes en el Lyme crònic. Si no es detecta a temps és possible que evolucioni a la forma crònica, i que, per tant, els afectats necessitin tractament antibiòtic perllongat i fins i tot indefinit.
Aquesta malaltia va ser descrita per primera vegada als Estats Units (a Lyme, Connecticut) l'any 1975. Gairebé el 100% dels casos es presenten durant l'estació càlida. Al principi es desenvolupa l'etapa inicial de la malaltia, també anomenada malaltia de Lyme inicial, però si no rep el tractament mèdic indicat, pot derivar en l'etapa secundària, i fins i tot pot agreujar-se i desencadenar una etapa terciària.
La sospita inicial que aquests agents produïen quadres clínics autolimitats ha estat totalment superada després de la descripció de formes greus i de quadres d'evolució crònica en pacients no tractats.

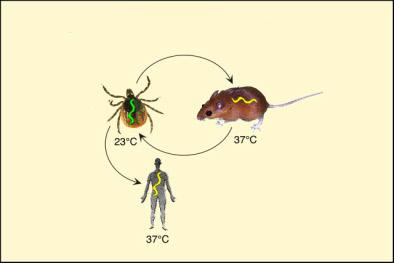
Cicle d'infecció de la B. burgdorferi.

La patogènesi d'aquest grup de patologies, en la qual el dany vascular i el neurotropisme són una constant en Rickettsia, Borrelia, Coxiella, i les lesions granulomatoses i el tropisme per cèl·lules endotelials ho són en Bartonella i Francisella, situa els pacients davant d'agents amb una agressivitat que és important identificar, prevenir i tractar. Cada any moren a Espanya pacients afectats per la febre botonosa, el no-reconeixement precoç de la infecció per Borrelia burgdorferi (malaltia de Lyme) dona lloc a manifestacions neurològiques difícils de tractar i que poden deixar seqüeles permanents.

## Símptomes

### Malaltia de Lyme primària
Es caracteritza per presentar una lesió vermella i aixecada, en el lloc on es troba la picada de la paparra. A més, entre els símptomes hi ha un quadre semblant a la grip (febre, dolors musculars i en les articulacions), a més de mal de cap i inflamació de les articulacions.
Es diagnostica mitjançant un examen físic en el qual es demostren anomalies cardíaques, a les articulacions, o en el cervell. També es recomana fer un examen d'ELISA.
El tractament consisteix en l'aplicació d'antibiòtics, que varien depenent de l'estat de la malaltia i de l'edat del pacient. Un altre medicament que se sol administrar és l'ibuprofèn, per alleujar la inflamació.

### Malaltia de Lyme secundària
En aquesta fase de la malaltia, a més dels símptomes inicials, es presenten palpitacions, visió borrosa, problemes neurològics (deterioració del llenguatge, al·lucinacions, paràlisi facial, moviments maldestres).
En aquest cas l'examen físic va mostrar deficiències cardíaques i neurològiques. S'utilitza l'examen ELISA per examinar la presència d'anticossos contra el bacteri i es fa servir l'examen Western blot per confirmar la infecció, a més d'altres exàmens per confirmar els símptomes.
El tractament és igual que l'anterior, només que s'utilitzen dosis majors i generalment ceftriaxona per tractar aquesta fase de la malaltia.

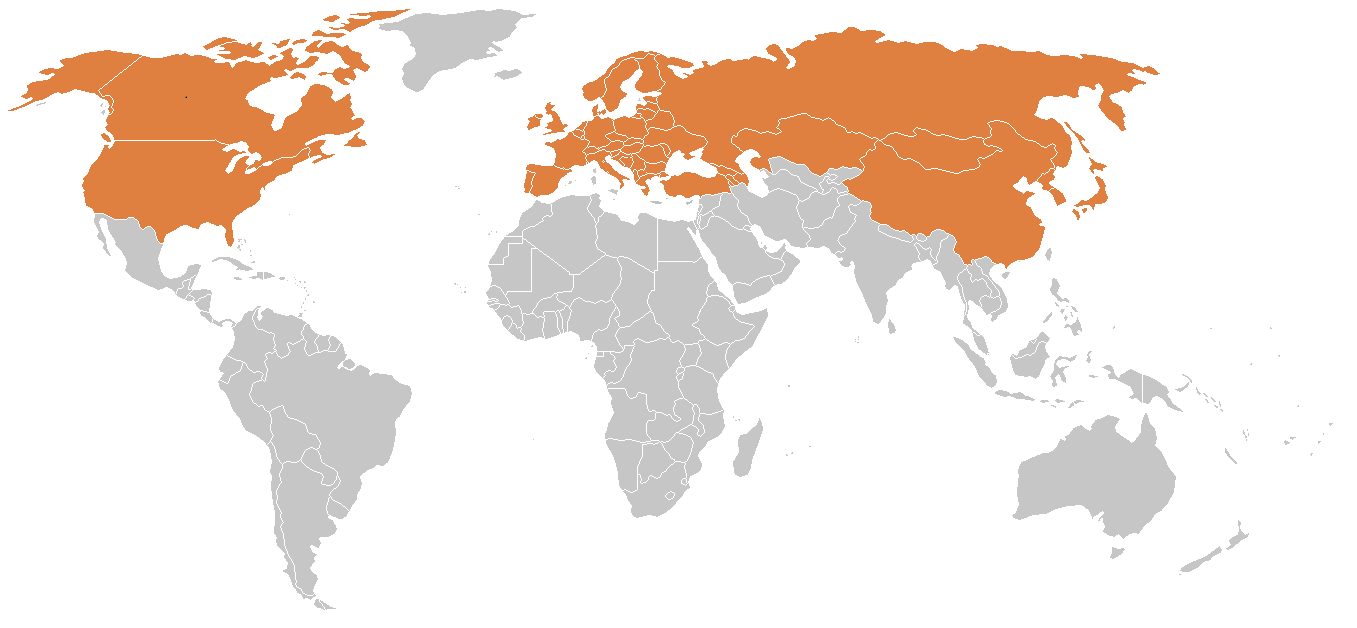
Distribució geogràfica de la borreliosi.

### Malaltia de Lyme terciària
La fase terciària de la Malaltia de Lyme pot tenir lloc mesos o fins i tot anys després de l'etapa inicial.
Als símptomes anteriorment esmentats es poden agregar trastorns neurològics més greus (confusió, trastorns del son, pèrdues de memòria), i complicar-se en una artritis permanent, a causa de les complicacions musculoesquelètiques.
Aquí el tractament consisteix a injectar grans dosis d'antibiòtics (en aquests casos generalment es fa servir penicil·lina o ceftriaxona per detenir la infecció.) El pronòstic sol ser positiu, però, els símptomes de l'artritis no desapareixen.

### Malaltia de Lyme crònica
La malaltia crònica ocorre quan la infecció persisteix malgrat haver subministrat tractament antibiòtic (hi ha bastants proves científiques sobre el tema, cultius i proves d'ADN positives que demostren la persistència malgrat el tractament antibiòtic).

## Prevenció

### Eliminació de la paparra

Eliminació d'una paparra amb pinces

Les paparres ancorades a la pell s'han de retirar immediatament, ja que l'eliminació dins les 36 hores pot reduir les taxes de transmissió. Els remeis populars per a l'eliminació de les paparres tendeixen a ser ineficaços, no ofereixen avantatges en la prevenció de la transmissió de malalties i poden augmentar els riscos de transmissió o infecció. El millor mètode és simplement treure la paparra amb pinces el més a prop possible de la pell, sense torçar-la i evitant pressionar-ne el cos o separar-lo del cap. El risc d'infecció augmenta amb el temps d'adhesió de la paparra; si no arriba a 24 hores, la infecció és poc probable. Tanmateix, atesa la petitesa de les paparres, sobretot en el moment de la nimfa, la detecció ràpida és bastant difícil. La Societat Australasiana d'Immunologia Clínica i Al·lèrgia no recomana l'ús de pinces quan la persona pugui ser al·lèrgica, ja que pot provocar una anafilaxi. En comptes de pinces, es recomana matar primer la paparra utilitzant un producte que permeti congelar-la ràpidament per evitar així que injecti més saliva que conté al·lèrgens i, posteriorment, s'ha de retirar la paparra en un lloc segur com una sala d'emergències d'un hospital.

### Antibiòtics preventius
El risc de transmissió infecciosa augmenta amb la durada de l'adhesió de la paparra. Calen entre 36 i 48 hores d'adhesió de la paparra perquè el bacteri de Lyme viatgi des de l'intestí de la paparra fins a la saliva. Si es troba una paparra de cérvol, que té prou probabilitat de portar Borrelia, en una persona i es sospita que ha estat ancorada durant 36 hores, una sola dosi de doxiciclina administrada en les 72 hores posteriors a l'eliminació pot reduir el risc de malaltia de Lyme. Generalment no es recomana per a totes les persones picades ja que el desenvolupament de la infecció és rar: en principi només és indicat en regions amb afectació endèmica amb almenys un 20% de paparres infectades.

### Exposició laboral
Els treballadors a l'exterior corren el risc de patir la malaltia de Lyme si treballen a llocs amb paparres infectades. El 2010, es va registrar el major nombre de casos confirmats de malaltia de Lyme a Nova Jersey, Pennsilvània, Wisconsin, Nova York, Massachusetts, Connecticut, Minnesota, Maryland, Virgínia, New Hampshire, Delaware i Maine. Els treballadors nord-americans dels estats del nord-est i del centre del nord tenen el major risc d'exposició a les paparres infectades. Les paparres també poden transmetre altres malalties als treballadors d'aquestes i d'altres regions del país. És més probable en llocs de treball amb fustes, arbusts, herbes altes o deixalles de fulles. Els treballadors a l'aire lliure han de tenir molta cura per protegir-se al final de la primavera i l'estiu, quan les paparres joves són més actives.

## Tractament
Els antibiòtics són el tractament primari. L'enfocament específic de l'ús depèn de l'individu afectat i de l'estadi de la malaltia. Per a la majoria de les persones amb infeccions precoces localitzades, l'administració oral de doxiciclina és àmpliament recomanada com a primera opció, ja que és eficaç no només contra els bacteris de Borrelia, sinó també contra diverses malalties portades per les paparres. La doxiciclina està contraindicada en nens menors de vuit anys i en dones embarassades o en lactància; alternatives a la doxiciclina són l'amoxicilina, la cefuroxima axetil i l'azitromicina. Les persones amb infeccions difoses o tardanes poden tenir malalties cardíaques simptomàtiques, artritis de Lyme refractàries o símptomes neurològics com la meningitis o l'encefalitis. Es recomana l'administració intravenosa de ceftriaxona com a primera opció en aquests casos; les cefotaximes i la doxiciclina estan disponibles com a alternatives.

## Galeria

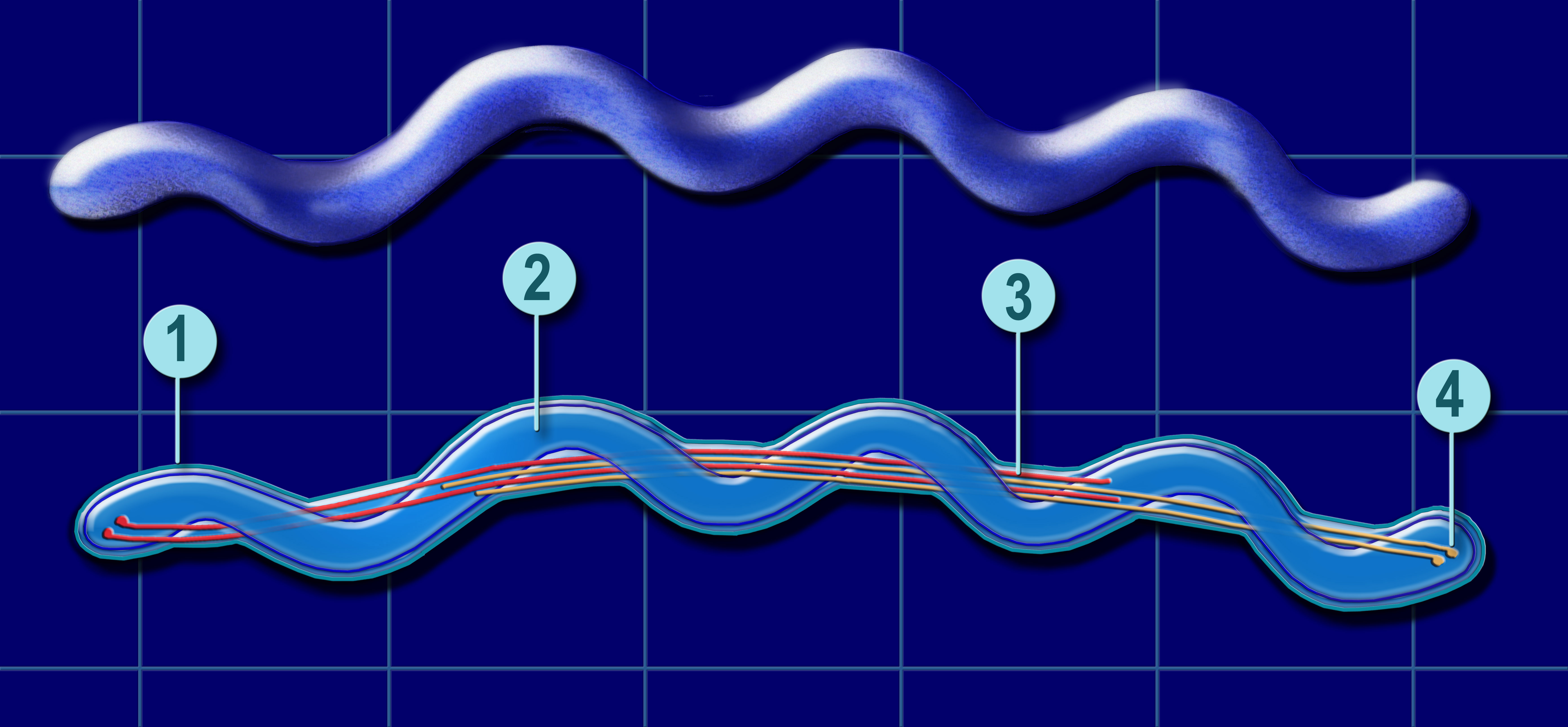
Disposició dels flagels en bacteris del gènere Borrelia. Els flagels es troben en l'espai periplasmàtic, ancorats als dos extrems de la membrana interna i envoltant el cilindre protoplasmàtic. 1 Membrana externa, 2 cilindre protoplasmàtic, 3 zona on els flagells de tots dos pols es superposen, 4 extrem on es troben ancorats els flagels.

## En la cultura popular
A l'episodi 7 de la quarta temporada de House, MD, el pacient pateix aquesta malaltia. Addicionalment, en un episodi d'Els Simpson la mestra de Lisa (Miss Hoover) pateix el mal de Lyme, que posteriorment resulta ser psicosomàtic. També en un episodi de la sèrie Scrubs un dels pacients patia aquesta malaltia.